# Монтемеццо
Монтемеццо (італ. Montemezzo) — муніципалітет в Італії, у регіоні Ломбардія, провінція Комо.
Монтемеццо розташоване на відстані близько 540 км на північний захід від Рима, 80 км на північ від Мілана, 45 км на північний схід від Комо.
Населення — 241 особа (2014).

## Демографія
Населення за роками:

Станом на 1 січня 2023 року в муніципалітеті офіційно проживало 6 іноземців з 4 країн, серед них 4 громадяни країн Євросоюзу.

## Сусідні муніципалітети
- Джера-Ларіо
- Самолако
- Сорико
- Треццоне
- Веркана